# بنجامين ديفيز (لاعب كرة قدم)
بنجامين كيث ديفيز (بالإنجليزية: Ben Davies)‏ (مواليد 11 أغسطس 1995 في بارو إنفورنس، إنجلترا) هو لاعب كرة قدم إنجليزي، يلعب ك‍مُدَافِع مع نادي رينجرز الإسكتلندي.

## روابط خارجية
- بنجامين ديفيز على موقع الاتحاد الأوربي (الإنجليزية)
- بنجامين ديفيز على موقع قاعدة بيانات كرة القدم.إي يو (الإنجليزية)
- بنجامين ديفيز على موقع ليكيب (الفرنسية)
- بنجامين ديفيز على موقع Soccerbase.com (لاعب) (الإنجليزية)
- بنجامين ديفيز على موقع Soccerway.com (الإنجليزية)